# Fukuda Tokuzō
Fukuda Tokuzō (japanisch 福田 徳三, * 2. Dezember 1874; † 8. Mai 1930) war ein Pionier der japanischen Wirtschaftswissenschaften. Er führte die sozialpolitische Schule und die jüngere historische Schule Wirtschaftstheorie und Wirtschaftsgeschichte ein.
Er absolvierte die Höhere Handelsschule in Tokio, die heutige Hitotsubashi-Universität. Nachdem er Dozent seiner Alma Mater wurde, studierte er in Deutschland, unter anderem bei Karl Bücher, und promovierte an der Universität München bei Lujo Brentano mit einer Arbeit über „Die gesellschaftliche und wirtschaftliche Entwicklung in Japan“.
Nach seiner Rückkehr nach Japan wurde er Professor an seiner Alma Mater und an der Keiō-Universität. Zu seinen Schülern gehören die Wirtschaftswissenschaftler Koizumi Shinzō und Sōda Kiichirō.
Während der Taishō-Demokratie gründete er zusammen mit Yoshino Sakuzō die Reimeikai („Sonnenaufgangsgesellschaft“) und widmete sich der Aufklärung der Demokratie. Nach dem Ersten Weltkrieg bekannte er sich – von einem kritischen Standpunkt gegenüber dem Marxismus getragen – zur Demokratie (Liberalismus) und forderte die Lösung der gesellschaftlichen und Arbeitsprobleme durch die Regierung. Er gilt auch als Pionier des Sozialstaatsgedankens. Des Weiteren erstellte er als Berater des Innenministeriums politische Entwürfe.